# Попов, Горан
Го́ран По́пов (макед. Горан Попов; 2 октября 1984, Струмица, Югославия) — македонский футболист, защитник. Выступал в сборной Македонии.

## Биография

### Клубная карьера
В июне 2010 года, пройдя углублённое медобследование, подписал контракт с киевским «Динамо» на пять лет. Прочие детали контракта конфиденциальны.
В августе 2012 года Попов, как сообщалась, был отдан в аренду в «Сток Сити», но фактически это не случилось, так как он не смог получить английскую рабочую визу. Проблему с визой удалось решить, но уже с другим английским клубом — «Вест Бромвич Альбион», где Горан играл год на правах аренды под № 4. Он получил болгарский паспорт.
После окончания аренды вернулся в Киев но не стал продолжать отношения с украинским клубом и расторг контракт. В сентябре 2014 года подписал трёхлетний контракт с клубом «Вардар».
Завершил карьеру футболиста летом 2019 года. C 2020 года футбольный агент.

## Достижения
- Обладатель Кубка Нидерландов (1): 2009
- Обладатель Суперкубка Украины (1): 2011

## Личная жизнь
Брат — футболист Роберт Попов (род. 1982).